# Algoritmo de Xiaolin Wu

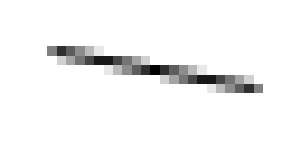
Recta aliasinada dibujada con el algoritmo de Xiaolin Wu.

El algoritmo de Xiaolin Wu es una mejora del algoritmo de Bresenham que permite dibujar rectas en dispositivos de gráficos rasterizados reduciendo el aliasing. El algoritmo se basa en dibujar parejas de pixeles a lo largo del trazado de la recta con diferentes intensidades en función de la cercanía a la recta real.
- Datos: Q2835867